# Król Childebert

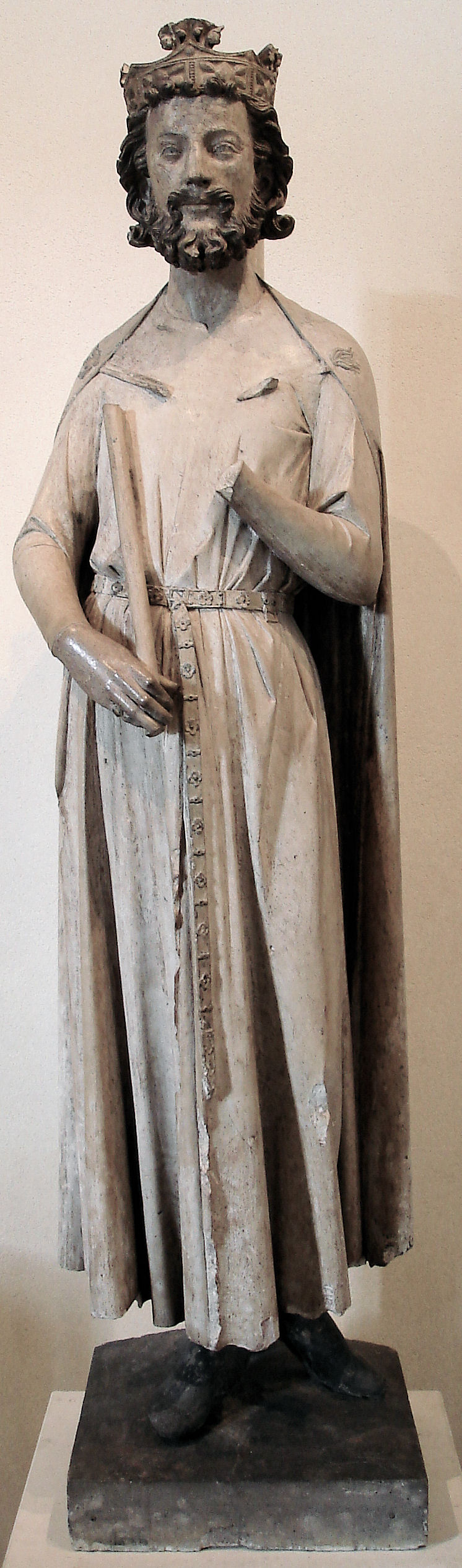
Figura króla Childeberta I, 2 ćw. XIII w. Paryż, Luwr

Król Childebert – gotycka rzeźba przedstawiająca Childeberta I, wykonana w drugiej ćwierci XIII stulecia. Przechowywana jest w Dziale Rzeźby w paryskim Luwrze. Przykład rzeźby dojrzałego gotyku w Ile-de-France. 

## Opis i analiza
Dzieło przedstawiająca króla Franków Childeberta I (zm. 558), syna Klotyldy, założyciela opactwa Benedyktynów Sainte-Croix-Saint-Vincent, z kościołem znanym później jako Saint-Germain-des-Prés. 
Wykonana z wapienia naturalnej wielkości rzeźba jest pełnoplastyczna, o wysokości 91 centymetrów. Przedstawia króla Childeberta w lekkim kontrapoście. Ubrany jest w długą tunikę, przepasaną ozdobnym pasem z raportowo ujętym motywem pięciolistnego kwiatu. Tunika ku dołu dzięki dynamicznemu układowi fałd nabiera dekoracyjnej formy. Ponadto władca ma na tunice nałożony płaszcz. W prawej ręce trzyma berło (zachował się jedynie fragment trzonu), natomiast lewa ręka w obecnym stanie jest pozbawiona dłoni. Na głowie ma otwartą koronę ozdobioną czterema kwiatonami. Pierwotnie figurę zdobiła polichromia (błękit tuniki) i złocenia (pas, insygnia władcy).
Według XVIII-wiecznych źródeł pierwotnym miejscem figury było trumeau portalu prowadzący z krużganków do refektarza nieistniejącego dziś klasztoru przy kościele Saint-Germain-des-Prés. Dzieło ma charakter retrospektywny. Zjawisko to upowszechniło się w Królestwie Francji. W późnym średniowieczu wciąż była żywa legenda o Merowingach, z których Childebert I zyskał sławę, z nim łączy się też budowę najstarszej świątyni na wyspie Cite pw. Św. Szczepana, na miejscu której powstała Katedra Notre-Dame.
Budowa refektarza jest wiązana z architektem Pierre de Montreuil, który wzniósł także na terenie opactwa kaplicę Matki Bożej. Prace przy budowie zakonnej jadalni datuje się na lata 1239–1245. Biorąc pod uwagę tę datę realizacji dzieła w stolicy Francji miała miejsce przemiana stylu w rzeźbie. Wcześniej rzeźby cechowała masywność i miękkie formy fałd szat (np. w portalu paryskiego kościoła Saint-Germain-l’Auxerrois, by po około roku 1240 styl rzeźb znacznie się zmienił; postaciom nadano więcej wdzięku, realizmu, zaś fałdy szat miały formy bardziej dynamiczne. Wyraz twarzy i kręcone kosmyki włosów i brody mają podobieństwo do Chrystusa z tympanonu centralnego portalu zachodniego katedry Notre-Dame w Paryżu. Childeberta Obok figur apostołów w Sainte Chapelle (wykonanych pomiędzy 1245-1248) figura należy do najstarszych rzeźbionych wizerunków władcy. 